# Hrant Woskanian
Hrant Muszeghi Woskanian (orm. Հրանտ Մուշեղի Ոսկանյան; ros. Грант Мушегович Восканян, Grant Muszegowicz Woskanian; ur. 15 maja 1924 we wsi Aradżazor w rejonie Kapanu, zm. 19 października 2005 w Erywaniu) – radziecki i armeński polityk, przewodniczący Prezydium Rady Najwyższej Armeńskiej SRR w latach 1985–1990.

## Życiorys
W latach 1941–1943 był nauczycielem, od 1943 do 1946 służył w Armii Czerwonej, uczestnik wojny niemiecko-radzieckiej, 1946–1954 pracownik Komsomołu, 1954–1959 dyrektor szkoły i kierownik wydziału oświaty komitetu wykonawczego Rady Miejskiej w Kirowakanie, 1959–1965 sekretarz, a 1965–1967 I sekretarz Komitetu Miejskiego Komunistycznej Partii Armenii w tym mieście. 1962 ukończył Państwowy Instytut Pedagogiczny w Erywaniu. 1967–1973 zajmował odpowiedzialne stanowiska w KC KPA, 1973–1975 kierownik wydziału organizacyjnego KC KPA, kandydat na członka Politbiura KC KPA, od stycznia 1975 sekretarz KC i członek Politbiura KC KPA. Od 6 grudnia 1985 do 6 lipca 1990 przewodniczący Prezydium Rady Najwyższej Armeńskiej SRR. Delegat na 23, 26 i 27 Zjazd KPZR, deputowany do Rady Najwyższej ZSRR 7 i 9 kadencji i do Rady Najwyższej Armeńskiej SRR 8, 9, 10 i 11 kadencji. W latach 1986–1990 członek Centralnej Komisji Rewizyjnej KPZR. W latach 1999–2003 członek parlamentu Republiki Armenii, członek Stałej Komisji ds. Zagadnień Państwowo-Prawnych. Przewodniczący, później członek Armeńskiej Partii Komunistycznej.

## Odznaczenia
- Order św. Mesropa Masztoca (Armenia, 27 maja 2004)
- Order Czerwonego Sztandaru Pracy (czterokrotnie, ZSRR)
- Medal „Za zwycięstwo nad Niemcami w Wielkiej Wojnie Ojczyźnianej 1941–1945” (ZSRR)

I medale zagraniczne.